# Wrzesina (województwo wielkopolskie)
Wrzesina – osada leśna w Polsce położona w województwie wielkopolskim, w powiecie ostrowskim, w gminie Sośnie.
W latach 1975–1998 miejscowość należała do województwa kaliskiego.